# Tomogonus subgrundus
Tomogonus subgrundus är en mångfotingart som beskrevs av Demange 1971. Tomogonus subgrundus ingår i släktet Tomogonus och familjen Spirostreptidae. Inga underarter finns listade i Catalogue of Life.